# Charles Godfrey Leland
Charles Godfrey Leland (15 de agosto de 1824 – 20 de marzo de 1903) fue un humorista y folclorista estadounidense.

## Vida
Nació en Filadelfia, Pensilvania. Estudió en la Universidad de Princeton y completó sus estudios en Europa. Trabajó como periodista y sus viajes le llevaron a interesarse por el folklore y los dialectos populares, sobre los cuales publicó libros y artículos. Hacia el final de su vida le llegó el éxito con su obra cómica Hans Breitmann Ballads, y gracias a ello pudo escribir lo que se convirtió más tarde en uno de los textos básicos del neopaganismo, Aradia o El evangelio de las brujas.

## Influencias
A finales del siglo XX, sus escritos sobre las tradiciones paganas y arias sobre la hipótesis del culto de las brujas eclipsaron el resto de su obra, influyendo en el desarrollo de la Stregheria, la Wicca y el neopaganismo moderno. 
Charles Leland fue también una importante influencia en el movimiento de artes y oficios. Fundó una escuela para enseñar oficios a niños desvalidos en Filadelfia, la cual creció rápidamente después de haber sido elogiada por Oscar Wilde. Wilde escribió más tarde a Leland para "reconocerle y honorarle por ser uno de los grandes pioneros y precursores del Arte del futuro". The Home Arts and Industries Association se fundó como una imitación de esta iniciativa.

## Obras
- 1855: Meister Karl's Sketch-book
- 1864: Legends of Birds
- 1871: Hans Breitmann Ballads
- 1872: Pidgin-English Sing-Song
- 1873: The English Gipsies
- 1879: Johnnykin and the Goblins
- 1882: The Gypsies
- 1884: Algonquin Legends
- 1891: Gyspsy Sorcery and Fortune Telling
- 1892: The Hundred Riddles of the Fairy Bellaria
- 1892: Etruscan Roman Remains in Popular Tradition
- 1896: Legends of Florence Collected from the People (2 vols.)
- 1899: Unpublished Legends of Virgil
- 1899: Aradia, or the Gospel of the Witches
- 1899: Have You a Strong Will?
- 1901: Legends of Virgil
- 1902: Flaxius, or Leaves from the Life of an Immortal
- Fecha por determinar: "Leather Work, A Practical Manual for Learners by Charles G. Leland, late director of the Public Industrial Art School of Philadelphia, with many illustrations and original designs by the author. 3rd edition published 1925, Sir Isaac Pitman & Sons, Ltd".